# شراء الدابة (بعدان)

تعديل مصدري - تعديل

شراء الدابة محلة تابعة لقرية السراح، التابعة لعزلة بني منصور بمديرية بعدان إحدى مديريات محافظة إب في الجمهورية اليمنية، بلغ تعداد سكانها 71 حسب تعداد اليمن لعام 2004.